# Stazione di Higashi-Funabashi
La Stazione di Higashi-Funabashi (東船橋駅?, Higashi-Funabashi-eki) è una stazione ferroviaria situata nella città di Funabashi, nella prefettura di Chiba, che serve la linea Chūō-Sōbu della JR East.

## Linee
- East Japan Railway Company
  - ■ Linea Chūō-Sōbu

## Struttura
La stazione è dotata di una banchina centrale a isola con due binari su viadotto. Sono presenti anche due binari laterali per i treni della linea Sōbu Rapida privi di banchine, in quanto i treni non fermano presso Higashi-Funabashi.
| 1 | ■ Linea Chūō-Sōbu | per Funabashi, Ichikawa, Akihabara, Shinjuku e Mitaka |
| 2 | ■ Linea Chūō-Sōbu | per Tsudanuma, Inage e Chiba                          |

## Stazioni adiacenti
| «               | Servizio        | »               |
| Linea Chūō-Sōbu | Linea Chūō-Sōbu | Linea Chūō-Sōbu |
| --------------- | --------------- | --------------- |
| Funabashi       | Locale          | Tsudanuma       |